# Псевдоніжкій чоловічожіночий
Псевдоніжкій чоловічожіночий (Aulacomnium androgynum) — вид мохів порядку коренегоніальних (Rhizogoniales).

## Поширення
Ареал охоплює такі частини світу: Європа, Північна Америка, Азія.
Населяє органічний ґрунт, гнилі колоди, мінеральний ґрунт поверх скелі; від низьких до помірних висот.

## Характеристика
Рослини 1–2 см, у прямовисних, прикореневих пучках або подушках, зелені чи коричнево-зелені. Стебла жовті або коричнево-зелені; поперечний переріз неправильно п'ятикутний; ризоїди між листками біля основи рослин. Листки віддалені біля основи рослин, більш скупчені до верхівки, не сильно відрізняються коли сухі й вологі, видовжено-ланцетні, найширші над основою, дещо увігнуті до кілюватих; краї загнуті до середини листка, проксимально слабозубчасті, до верхівки нерівномірно зубчасті; верхівка гостра. Спеціалізоване безстатеве розмноження невеликими веретеноподібними заростками в тісному кулястому скупченні. Коробочкові ніжки 1–1.5 см. Коробочка майже прямовисна чи горизонтальна, 2.5–3 мм. Спори 10–20 мкм, гладкі.